# Anosognosie
L’anosognosie est un trouble neuropsychologique qui fait qu'un patient atteint d'une maladie ou d'un handicap ne semble pas avoir conscience de sa condition. À l'inverse du déni, qui est un mécanisme de défense psychologique « normal », cette méconnaissance par l’individu de sa maladie est pathologique et peut refléter une atteinte de certaines aires cérébrales. Elle est présente particulièrement dans certains types d'accidents vasculaires cérébraux, dans le syndrome de Korsakoff, durant l'évolution de certaines maladies neurodégénératives ou encore dans certains troubles psychiatriques tels que la psychose. Elle peut notamment causer l'ignorance de certaines conditions graves comme une cécité ou une paralysie. Bien que ce trouble ait été décrit dès 1914 par le neurobiologiste Joseph Babinski, sa cause reste encore mal comprise.
Initialement illustrée pour l’hémiplégie, l’anosognosie s’explique aujourd’hui par un manque de conscience ou conscience restreinte des symptômes moteurs, cognitifs, ou perceptifs. Pour l'anosognosie des troubles moteurs, les patients surévaluent leurs capacités de récupération et émettent parfois le fait qu’une tierce personne refuse de les laisser marcher. L'anosognosie des troubles cognitifs s’explique par une incapacité à prendre conscience des troubles de mémoire ou d’attention. Les patients évoquent fréquemment que leurs déficits seraient postérieurs à la lésion. L'anosognosie des troubles comportementaux se traduit par une incapacité à reconnaître la perception des émotions et des comportements (irritabilité, désinhibition, apathie) en justifiant leurs comportements comme la conséquence de la conduite d’autrui.

## Étymologie
Le terme d'anosognosie a été introduit par Joseph Babinski en 1914. Il est construit à partir du grec nosos, « maladie » et gnosis, « connaissance ». Le préfixe a- privatif donne à l'ensemble la signification d'absence de conscience de la maladie.

## Description
L'anosognosie se rencontre dans de nombreux troubles neurologiques. Elle fait souvent suite à un accident vasculaire cérébral (AVC) et survient souvent de façon immédiate et brutale en ce cas. L'une des fonctions cognitives du patient est touchée mais ce patient ne s'en rend pas compte.
L'exemple de l'héminégligence gauche est caractéristique : un patient héminégligent ne fera plus attention aux parties gauches des objets de son environnement ou de lui-même. Il ne chaussera que son pied droit, ne mangera que la partie droite de son assiette… Il cognera régulièrement son côté gauche aux embrasures de porte, sans pour autant en prendre conscience.
L'anosognosie peut être envisagée d'une manière plus aisément compréhensible pour certains cas de démences, notamment, de type Alzheimer : si, au début de leur maladie, les patients se rendent tout à fait compte qu'ils souffrent de problèmes mnésiques, l'évolution de la démence et de ces troubles mnésiques est telle qu'une anosognosie progressive va apparaître : les patients vont littéralement oublier qu'ils oublient. Les souvenirs de leurs déficiences mnésiques vont s'effacer, de même que tout souvenir des autres types de difficultés cognitives. Peu à peu, le patient entrera dans un état de non-conscience de son trouble.

## Historique
Avant Babinski, Pick (1898) décrit des cas d’anosognosie des facultés motrices de l'hémicorps gauche.
Les auteurs Weinstein et Kahn (1955) estiment qu'il existe un continuum entre le déni et sa forme extrême et d'origine organique : l’anosognosie.
L’anosognosie est aussi rapporté à la démence.
Selon Kotler-Cope et Camp (1995), il s’agit d’une « altération de la capacité à reconnaître la présence ou à apprécier la sévérité des déficits tant dans le fonctionnement sensoriel, moteur, affectif que cognitif »
Derouesné distingue trois types d’anosognosie :
- Anosognosie primaire : Le sujet ne formule que les difficultés rencontrées avant la maladie ;
- Anosognosie mnésique : Le sujet reconnaît l'erreur mais ne tire pas de conclusion sur le fonctionnement de sa mémoire ;
- Anosognosie exécutive : Elle évoque un mécanisme de fabulations (on parle de confabulation), la performance altérée est perçue mais n'est pas signalée comme erreur.

## Neurophysiologie
L’anosognosie est la conséquence de lésions cérébrales focalisées ou diffuses. Dans la démence, elle perturbe la connaissance de soi et semble impliquer le lobe frontal. Pour la maladie d’Alzheimer, la prévalence varie de 15 à 28% pour l’anosognosie modérée à sévère et de 76 à 93% pour l’anosognosie légère. Un patient atteint d’anosognosie légère n'évoque sa maladie qu’après quelques interrogations spécifiques sur celle-ci ; dans les cas d’anosognosie modérée, le patient reconnaît seulement la maladie après la présentation des résultats d’un examen médical ; l’anosognosie sévère concerne la non conscience de tout symptômes d’une maladie. L’anosognosie des troubles sensitivo-moteurs est associée à des lésions pariétales droites, tandis que celle des troubles du langage est observé au niveau du lobe temporal gauche.

## Causes
L’anosognosie peut être la conséquence : 
- d’un accident vasculaire cérébral (AVC) ;
- de la maladie d’Alzheimer : entraîne une disparition progressive des cellules nerveuses et se manifeste par un dégénérescence des fonctions cognitives ;
- d'une démence vasculaire, qui résulte d’une privation d’oxygène des cellules du cerveau et provoque l’apparition de la maladie ;
- du syndrome de Korsakoff : trouble neurologique causé par une carence en thiamine (vitamine B1) ;
- d'un traumatisme crânien : atteinte neurologique d’une destruction ou d’un dysfonctionnement du tissu cérébral à la suite d’un traumatisme brutal entre l’encéphale et la boîte crânienne ou à la suite d’un traumatisme ouvert.

## Troubles associés
La prévalence de l’anosognosie se retrouve dans 33 % à 58 % des cas d'hémiplégie gauche.
Elle peut aussi concerner :
- l’hémianopsie : perte ou diminution de la vue dans une moitié du champ visuel d'un œil ou des deux yeux ;
- une déviation oculo-céphalique vers la lésion ;
- l’anosodiaphorie : indifférence à la maladie ;
- l'allochirie, l'alloesthésie : trouble de la perception sensorielle ;
- l’extinction sensorielle : lorsque deux stimuli sont exposés de façon bilatérale, le stimulus controlatéral à la lésion n'est pas repéré par le sujet.

Dans les troubles psychotiques il est fréquent de retrouver une inconscience des troubles, qui peut être améliorée en suivant un traitement antipsychotique.

## Théorie explicative
Les anosognosies sont une énigme pour les neurologues, d'une part parce qu'on peut éprouver une certaine difficulté à les appréhender, d'autre part, parce qu'elles mettent directement en lien un phénomène de très haut niveau cognitif, la conscience, avec des troubles généralement de nature organique.
Concernant l'information entrante, les perceptions, certains auteurs suggèrent qu'une copie de l'information perçue est envoyée directement à un centre de conscience. Bien que la perception ne soit pas réellement traitée par la zone cérébrale lésée, le patient aurait tout de même l'impression que c'est le cas.

## Malades célèbres
- Jacques Chirac[9]
- Jake Lloyd[10]

## Évolution
L'anosognosie est caractérisée par une évolution chronique et lente.
Il n'existe que très peu d'information sur cette maladie ou ce symptôme.
Dans le cas de troubles mnésiques de type Alzheimer, l'évolution de la démence et de ces troubles mnésiques est telle qu'une anosognosie progressive va apparaître : les patients vont littéralement oublier qu'ils oublient. Les souvenirs de leurs déficiences mnésiques vont s'effacer, de même que tout souvenir des autres types de difficultés cognitives. Peu à peu, le patient entrera dans un état de non-conscience de son trouble.
L'état anosognosique peut durer, voire s'intensifier, surtout dans le cas d'accidents vasculaires cérébraux répétés, les démences ou les affections neurologiques chroniques. En cas de lésions brutales ou d'accident cérébral sporadique, on observera généralement une rémission progressive.

## Évaluation
L’anosognosie peut être détectée ou évalué de 3 manières :
- auto-questionnaire ;
- via un référent aidant ou soignant ;
- bilan psychométrique.

Migliorelli et ses collaborateurs ont publié en 1995 un auto-questionnaire comprenant 30 items, permettant d’évaluer toutes les fonctions cognitives et comportementales. Le score obtenu est calculé à partir de la différence entre le score du référent et celui du patient.

Le formulaire « MMS anosognosie » de Laudrin et Drunat (2001) peut être réalisé sous forme d’auto ou hétéro questionnaire correspondant aux sept domaines du MMSE.